# Michael Levitt
Michael Levitt (Dél-afrikai Köztársaság, Pretoria, 1947. május 9. –) amerikai-izraeli-brit biofizikus, jelenleg a szerkezeti biológia professzora a Stanford Egyetemen 1987 óta. 2013-ban megosztva kapta a kémiai Nobel-díjat Martin Karplusszal és Arieh Warshellel „a komplex kémiai rendszerek többszintű modelljének kifejlesztéséért”

## Élete
Pretoriában született és ott is járta ki az általános és középiskolát. Ezután Egyesült Királyságba ment a King’s College Londonba és 1967-ben fizikából megszerezte a BSc. szintű diplomát. Később a Cambridge-i Egyetem Peterhouse-ában szerezte meg a PhD szintjét. Ez a Laboratory of Molecular Biology-ban történt
Hallgatói között olyan ismert professzorok vannak, mint Steven Brenner, Cyrus Chothia, Valerie Daggett, Mark Gerstein, Julian Gough Ram, Gunnar Schroder, Gaurav Chopra, Peter Minary, Abraham Olivier Samson, Xuhui Huang és mások.